# Gmina Velika
Gmina Velika (chorw. Općina Velika) – gmina w Chorwacji, w żupanii pożedzko-slawońskiej. W 2011 roku liczyła 5607 mieszkańców.